# يفغيني بوبوف (دراج)
يفغيني بوبوف (بالروسية: Попов, Евгений Александрович)‏ هو دراج روسي، ولد في 18 سبتمبر 1984 في بينزا في روسيا.

## وصلات خارجية
- يفغيني بوبوف على موقع أرشيف الدراجات (الإنجليزية)
- يفغيني بوبوف على موقع إحصائيات الدراجات الإحترافية (الإنجليزية)
- يفغيني بوبوف على موقع نسبة الدراجات (الإنجليزية)